# Culicoides ignacioi
Culicoides ignacioi är en tvåvingeart som beskrevs av Oswaldo Paulo Forattini 1957. Culicoides ignacioi ingår i släktet Culicoides och familjen svidknott. Inga underarter finns listade i Catalogue of Life.